# Năm ngón tay của Tây Tạng
Năm ngón tay của Tây Tạng (tiếng Trung: 西藏的五指, Tây Tạng đích ngũ chỉ) là một chính sách đối ngoại của Trung Quốc được đưa ra bởi Mao Trạch Đông coi Tây Tạng là lòng bàn tay phải của Trung Quốc với năm ngón tay là: Ladakh, Nepal, Sikkim, Bhutan và Arunachal Pradesh, và do đó Trung Quốc phải có trách nhiệm "giải phóng" các vùng này. Chính sách này chưa bao giờ được thảo luận trong các tuyên bố công khai chính thức của Trung Quốc, nhưng những lo ngại chính trị bên ngoài đã được đưa ra dẫn đến khả năng nhìn nhận sự tồn tại hoặc hồi sinh chính sách này. Một bài báo đăng trên tạp chí cơ quan ngôn luận lâm thời của Đảng Cộng sản Trung Quốc đã xác minh sự tồn tại của chính sách này như hệ quả sau cuộc tranh chấp biên giới giữa Trung Quốc và Ấn Độ vào năm 2017.

## Cơ sở
Đế quốc Trung Quốc tuyên bố quyền bá chủ đối với Nepal, Sikkim và Bhutan như một phần mở rộng của tuyên bố chủ quyền đối với Tây Tạng. Những tuyên bố này đã được khẳng định bởi một quan chức nhà Thanh ở Tây Tạng vào năm 1908, người đã viết cho chính quyền Nepal rằng Nepal và Tây Tạng, "đoàn kết như anh em dưới sự bảo trợ của Trung Quốc, nên làm việc hài hòa vì lợi ích chung." Ông đề xuất "sự pha trộn của năm màu sắc" đại diện cho Trung Quốc, Tây Tạng, Nepal, Sikkim và Bhutan như một phần trong chương trình của mình nhằm khẳng định yêu sách của Trung Quốc trước sự phản đối của Anh. Năm 1939, Chủ tịch sáng lập Đảng Cộng sản Trung Quốc (ĐCSTQ), Mao Trạch Đông coi Bhutan và Nepal là các quốc gia chư hầu của Trung Quốc.
Sau khi gây ra những thất bại quân sự cho Trung Quốc, các nước đế quốc đã cưỡng đoạt của chúng ta một số lượng lớn các quốc gia triều cống cho Trung Quốc, cũng như một phần lãnh thổ của chúng ta. Nhật Bản chiếm đoạt Triều Tiên, Đài Loan, quần đảo Lưu Cầu, quần đảo Bành Hồ và Lữ Thuận Khẩu. Anh chiếm Miến Điện, Bhutan, Nepal và Hương Cảng; Pháp chiếm An Nam; ngay cả một đất nước nhỏ bé khốn khổ như Bồ Đào Nha đã chiếm Áo Môn từ chúng ta. Đồng thời khi họ lấy đi một phần lãnh thổ của chúng ta, bọn đế quốc buộc Trung Quốc phải bồi thường rất lớn. Do đó đã giáng những đòn nặng nề vào đế quốc phong kiến rộng lớn của Trung Quốc.— Mao Trạch Đông